# Сны эпохи Тайсё
«Сны эпохи Тайсё» (яп. 大正夢幻奇譚 Тайсё: Мугэн Китан) — однотомная сёнэн-ай-манга, написанная и иллюстрированная Ю Хигури. Была опубликована в 2005 году издательством Gakken. В России лицензирована компанией «Фабрика комиксов»: манга вышла в 2009 году тиражом 10000 экземпляров. В сюжет включены четыре истории.

## История создания
Выход данной книги связан с заказом издательства на историю про оммёдзи. Прежде всего автор исследовал принципы взаимодействия инь и ян. Ознакомившись со многими источниками, автор пришла к выводу, что связка инь-ян и «театр но» имеют много общего — прежде всего общие исторические корни. Во время работы над мангой автор использовала множество старинных повестей, в основе которых лежит принцип взаимодействия инь и ян. В частности, в них утверждается, что внешняя и внутренняя стороны маски «Но» являются воплощением инь и ян. Эти старинные тексты послужили для автора источником вдохновения в работе над «Снами эпохи Тайсё».
Всё это нашло своё отражение в сюжете. Так, например, один из главных героев является главой школы «Но», а во второй истории Ёко сравнивает Акиру и Кагуру с инь и ян. Кроме того это нашло отражение непосредственно в названии одной из историй.

## Сюжет
В сюжет включены четыре истории: две связаны между собой сюжетно и хронологически, две повествуют об отдельных, никак не связанных событиях. Первые две истории происходят во времена эпохи Тайсё. Третья переносит нас в более раннюю эпоху Хэйан, а четвёртая — в далекое постапокалиптическое будущее (20хх год нашей эры).
- Сны эпохи Тайсё: инь и ян

Молодую госпожу лисицы-оборотня Ёко во сне опутывают стебли плюща, и из-за этих снов молодая девушка чахнет и теряет силы день ото дня. Опасаясь, что эти сны убьют её госпожу, Ёко обращается за помощью к Акире Ханавака.
- Сны эпохи Тайсё: губительный камень

Ритуал освобождения молодой госпожи прошёл успешно, но в итоге сама Ёко утратила свою волшебную силу. А с ней и способность менять внешность. Акира соглашается временно приютить у себя Ёко. И там она сталкивается со сводным братом Акиры — Кагурой Ханавака. И когда, возвращаясь к своей хозяйке, Ёко вновь встретила Кагуру, тот узнав её секрет и приняв за шпионку брата, превращает лису в губительный камень.
- Милосердная принцесса

Сюжет «Милосердной принцессы» вновь посвящён борьбе с духами, но теперь это требующий отмщения призрак брошенной возлюбленной. Это первая из историй нарисованная для сборника про оммёдзи. Можно сказать, она стала предшественницей «Сны эпохи Тайсё». В ней мы узнаём об одном эпизоде из жизни оммёдзи Абэ Сэймэя, только пробующем свою силу, а также о том, каковы бывают последствия обиды, причинённой влюблённой женщине. По словам автора, эта история также написана на основе сказаний, связанных с театром но.
- Блед

Это единственная история, ни сюжетно, ни хронологически не связанная с остальными новеллами книги. В ней также отсутствует мистический антураж предыдущих новелл. История написана гораздо раньше и выдержана в жанре Boy`s love. В ней научно-фантастический антураж, сильно отличающийся от тематики тома.
В новелле рассказывается о сыне биолога, застрелившегося после обвинения в создании смертоносного вируса, вынужденном работать в клубе для мужчин, и агенте ФБР, преследующем террористов, виновных в создании и распространении смертельного вируса. Они объединяют свои усилия, чтобы распутать загадку выпущенного на свободу смертельного вируса.

## Персонажи
Сны эпохи Тайсё
Акира Ханавака — звезда театра «Но» и наследник семьи Ханавака, хотя и приёмный сын семейства. Умеет говорить с духами.
Кагура Ханавака — наследник храма Митама и сводный брат Акиры, ненавидящий его.
Ёко — лисица-оборотень, притворяющаяся молодой девушкой.
Сакуя Карюу — молодая девушка, которой служит Ёко в качестве служанки, из очень обеспеченной и влиятельной семьи. Также покровительница семьи Ханавака.
 Милосердная принцесса
Абэ Сэймэй — известный оммёдзи.
Минамото Райко — искусный воин, которого император направил расправиться с появившимся демоном.
 Блед
Агата Рэн — единственный сын доктора Рэна, гениального биолога и творца смертельного вируса.
Суо — агент ФБР, работающий в секретном подразделении под кодовым названием «Призрак».

## Интересные факты
Имя Ёко меняет своё значение в зависимости от кандзи, которым оно написано. В этой истории написание кандзи имени зависит от персонажа, который это имя произносит, хотя само звучание остается одинаковым во всех случаях. Когда Сакуя обращается к Ёко, то в её устах имя означает Сияющее Дитя, самое обычное имя для девочек. Когда же к ней обращается Акира, то он зовет её Ведьма-Лиса, как бы показывая, что он знает её настоящую сущность.
Главные герои в новелле «Милосердная принцесса» — реально существовавшие исторические личности. Так Абэ-но Сэймэй известен как один из самых выдающихся оммёдзи, занимал очень высокое положение в обществе и ещё при жизни заслужил огромное уважение. А после его смерти император приказал построить храм на месте его дома, он существует и в наши дни. Более того Абэ-но Сэймэй является легендарной фигурой японского фольклора и появлялся во множестве рассказов и, позднее, фильмов, аниме и видеоигр.
Другой герой истории, Минамото Райко, не менее знаменит чем Абэ-но Сэймэй. Это реально существовавший воин знатного рода, прославившийся как укротитель демонов. С его именем связано множество легенд и сказаний японского фольклора, а также аниме.
В каждой новелле про оммёдзи сюжет строится вокруг легенды. Так в «Снах эпохи Тайсё: инь и ян» в основе сюжета находится легенда о трагической любви принцессы Сикиси и Тэйки Фудзивары, которые не могли быть вместе из-за сословных предрассудков. А сюжет «Милосердной принцессы» посвящён одному из приключениям Абэ-но Сэймэя: как он распознал богиню воды в облике демона и помог ей.